# Union Luxembourg
Union Sportive Luxembourg – luksemburski klub piłkarski z siedzibą w mieście Luksemburg, stolicy państwa.

## Osiągnięcia
- Mistrz Luksemburga (6): 1926/27, 1961/62, 1970/71, 1989/90, 1990/91, 1991/92
- Wicemistrz Luksemburga (9): 1921/22, 1947/48, 1962/63, 1963/64, 1964/65, 1965/66, 1972/73, 1992/93, 1997/98
- Puchar Luksemburga (10): 1946/47, 1958/59, 1962/63, 1963/64, 1968/69, 1969/70, 1985/86, 1988/89, 1990/91, 1995/96
- Finał Pucharu Luksemburga (10): 1922/23, 1925/26, 1932/33, 1936/37, 1960/61, 1961/62, 1966/67, 1977/78, 1982/83, 1996/97

## Historia
Klub Union Luxembourg powstał w 1925 roku w wyniku fuzji klubów US Hollerich Bonnevoie i Jeunesse Sportive Verlorenkost. Chociaż US Hollerich był czołowym klubem kraju, który pięć razy z rzędu zdobył mistrzostwo Luksemburga, od momentu fuzji aż do wybuchu II wojny światowej nowy klub został mistrzem tylko raz – w 1927 roku.
W roku 1940 Niemcy w ramach przeprowadzanego procesu germanizacji pozmieniali nazwy klubów w Luksemburgu. Dlatego w latach 1940–1944 Union występował pod nazwą Verein für Rasenspiele 08 Luxemburg. Po zakończeniu wojny klub spisywał się nie najlepiej i przez 15 lat jedynym osiągnięciem było zdobycie Pucharu Luksemburga.
Zapowiedzią lepszego okresu było zdobycie Pucharu Luksemburga w 1959 roku. W latach 1959–1971 Union dwa razy został mistrzem Luksemburga oraz pięciokrotnie triumfował w Pucharze Luksemburga. Drugi słabszy okres w historii klubu zaczął się w latach 70. i trwał w latach 80.. Choć klub często plasował się w pierwszej czwórce ligi, to w ciągu 17 lat zdołał tylko dwukrotnie wygrać puchar i dwa razy dotrzeć do finału.
Kolejna seria sukcesów pojawiła się w końcu lat 80.. Union w latach 1990–1992 trzy razy z rzędu zdobył mistrzostwo Luksemburga, wracając przy tym do rozgrywek w europejskich pucharach. Ostatnim sukcesem klubu było wicemistrzostwo kraju w 1998 roku. Coraz gorzej radzący sobie klub połączył się po sezonie 2004/05 z klubami CA Spora Luxembourg i CS Alliance 01, tworząc nowy klub – Racing Football Club Union Lëtzebuerg.

## Europejskie puchary
Legenda do wszystkich tabel:
- Q – runda eliminacyjna, 1/16, 1/8, 1/4, 1/2 – odpowiednia faza rozgrywek, Grupa – runda grupowa, 1r gr – pierwsza runda grupowa, 2r gr – druga runda grupowa, F – finał, R – runda, PO – play-off
- k. – rzuty karne, los. – losowanie, Dogr. – dogrywka, w. – zasada bramek strzelonych na wyjeździe

| Sezon   | Rozgrywki                 | Runda | Klub               | Dom | Wyjazd | Ogólnie |
| ------- | ------------------------- | ----- | ------------------ | --- | ------ | ------- |
| 1962/63 | Puchar Europy             | Q     | A.C. Milan         | 0–6 | 0–8    | 0–14    |
| 1963/64 | Puchar Zdobywców Pucharów | 1R    | Hamburger SV       | 2–3 | 0–4    | 2–7     |
| 1964/65 | Puchar Zdobywców Pucharów | 1R    | TSV 1860 Monachium | 0–4 | 0–6    | 0–10    |
| 1965/66 | Puchar Miast Targowych    | 1R    | 1. FC Köln         | 0–4 | 0–13   | 0–17    |
| 1966/67 | Puchar Miast Targowych    | 1R    | Royal Antwerp      | 0–1 | 0–1    | 0–2     |
| 1968/69 | Puchar Miast Targowych    | 1R    | Újpest FC          | w/o | w/o    | w/o     |
| 1969/70 | Puchar Zdobywców Pucharów | 1R    | Göztepe A.Ş.       | 2–3 | 0–3    | 2–6     |
| 1970/71 | Puchar Zdobywców Pucharów | 1R    | Göztepe A.Ş.       | 1–0 | 0–5    | 1–5     |
| 1971/72 | Puchar Europy             | Q     | Valencia CF        | 0–1 | 1–3    | 1–4     |
| 1973/74 | Puchar UEFA               | 1R    | Olympique Marsylia | 0–5 | 1–7    | 1–12    |
| 1978/79 | Puchar Zdobywców Pucharów | 1R    | FK Bodø/Glimt      | 1–0 | 1–4    | 2–4     |
| 1984/85 | Puchar Zdobywców Pucharów | 1R    | Botew Płowdiw      | 1–1 | 0–4    | 1–5     |
| 1986/87 | Puchar Zdobywców Pucharów | 1R    | Olympiakos SFP     | 0–3 | 0–3    | 0–6     |
| 1988/89 | Puchar UEFA               | 1R    | RFC Liège          | 1–7 | 0–4    | 1–11    |
| 1989/90 | Puchar Zdobywców Pucharów | 1R    | Djurgårdens IF     | 0–0 | 0–5    | 0–5     |
| 1990/91 | Puchar Europy             | 1R    | Dynamo Drezno      | 1–3 | 0–3    | 1–6     |
| 1991/92 | Puchar Europy             | 1R    | Olympique Marsylia | 0–5 | 0–5    | 0–10    |
| 1992/93 | Liga Mistrzów             | 1R    | FC Porto           | 1–4 | 0–5    | 1–9     |
| 1993/94 | Puchar UEFA               | 1R    | Boavista FC        | 0–1 | 0–4    | 0–5     |
| 1996/97 | Puchar Zdobywców Pucharów | 1R    | NK Varaždin        | 0–3 | 1–2    | 1–5     |
| 1997/98 | Puchar Zdobywców Pucharów | Q     | NK Primorje        | 0–1 | 0–2    | 0–3     |
| 1998/99 | Puchar UEFA               | 1Q    | IFK Göteborg       | 0–3 | 0–4    | 0–7     |
| 1999    | Puchar Intertoto          | 1R    | Vasas SC           | 1–3 | 0–4    | 1–7     |
| 2002    | Puchar Intertoto          | 1R    | Gloria Bystrzyca   | 0–0 | 0–2    | 0–2     |
| 2003    | Puchar Intertoto          | 1R    | Sutjeska Nikšić    | 1–1 | 0–3    | 1–4     |